# 志貴村
志貴村（しきむら）は、かつて愛知県碧海郡にあった村である。
現在の岡崎市西部（宇頭町・小針町など）、及び安城市東部（宇頭茶屋町・尾崎町・柿碕町など）に該当する。

## 歴史
- 1889年（明治22年）10月1日 - 宇頭村、宇頭茶屋村、尾崎村、小針村、柿崎村が合併し志貴村が発足。
- 1906年（明治39年）5月1日 - 中郷村、本郷村、渡村、長瀬村、志賀須香村と合併し、矢作町発足。同日志貴村は廃止。
- 1960年（昭和35年）1月1日 - 岡崎市と安城市とで境界が変更され、宇頭茶屋町・尾崎町・柿碕町[1]が安城市へ編入される。